# Acacia spania
Acacia spania é uma espécie de leguminosa do gênero Acacia, pertencente à família Fabaceae.